# Carmen, Carmen
Carmen, Carmen es una obra de teatro musical, escrita por Antonio Gala y estrenada en Madrid en 1988.

## Argumento
La historia gira en torno a Carmen, Carmen, una mujer que, hasta en cuatro ocasiones, intenta con toda su energía luchar por el amor y combatir el desamor y la desconfianza.

## Estreno
- Teatro Calderón de Madrid, 9 de octubre de 1988. Dirección: José Carlos Plaza. Música: Juan Cánovas. Intérpretes: Concha Velasco, Tito Valverde, Pedro Mari Sánchez, Toni Cantó, Juan Carlos Martín, Natalia Duarte, Paco Morales y Tony Cruz

## Números musicales
- 01. BALADA DE LA CARCEL. Toni Cantó, Juan Carlos Martín, Fernando Valverde, Pedro María Sánchez y coros.
- 02. LAS CIGARRERAS. Natalia Duarte, Concha Velasco, Fernanda Quintana y coros.
- 03. CARMEN CARMEN. Concha Velasco y Coros.
- 04. LLOVERÁ. Concha Velasco.
- 05. FIESTA DE ESPAÑA. Coros.
- 06. ECHAR A ANDAR. Concha Velasco y Fernando Valverde.
- 07. PREGÓN DE LA ALEGRÍA. Concha Velasco y Coros.
- 08. ENTRE SABANAS. Miryan Fultz, Amparo Bravo, Concha Velasco y coros.
- 09. COPLAS DEL CUERPO. Concha Velasco, Juan Carlos Martín y coros.
- 10. PESADILLA DE LOS CINCO SENTIDOS. Paco Morales, Juan Carlos Martín, Ignacio Guijón, Juan Carlos Martín, José Navarro, Osky Pimentel y Rory McDermott.
- 11. CURRO DONAIRE. Natalia Duarte y coros.
- 12. ALEGRÍAS DEL TORERO. Concha Velasco y Pedro María Sánchez. Zapateao: Antonio Reyes.
- 13. BULERÍAS CALIENTES. Natalia Duarte y coros.
- 14. HAMELIN. Concha Velasco, Natalia Duarte y Pedro María Sánchez.
- 15. CANCIÓN FINAL. Toni Cantó, Fernando Valverde, Juan Carlos Martín, Pedro María Sánchez, Concha Velasco y coros.
- 16. SALUDOS, DESPEDIDA.